# V bludišti dnů
V bludišti dnů – piąty album wokalisty Petra Muka wydany w 2010 roku.

## Lista utworów
| Nr  | Tytuł utworu            | Długość |
| --- | ----------------------- | ------- |
| 1.  | „Cítím (vítr ve tváři)” | 4:24    |
| 2.  | „A stejně tě ztrácím”   | 3:38    |
| 3.  | „Nebe nehledej”         | 3:57    |
| 4.  | „B.A.P.”                | 2:43    |
| 5.  | „Chiara”                | 4:07    |
| 6.  | „Vzpomínáš?”            | 3:17    |
| 7.  | „Dům v oblacích”        | 3:52    |
| 8.  | „Led v sobě máš”        | 3:36    |
| 9.  | „Skrytá zář”            | 4:11    |
| 10. | „Pod černým sluncem”    | 4:32    |
| 11. | „Spolu”                 | 3:59    |
|     |                         | 42:16   |